# Американская трагедия
«Американская трагедия» (англ. An American Tragedy) — роман американского писателя Теодора Драйзера, опубликованный 17 декабря 1925 года.
Сюжет основан на случае убийства в 1906 году Честером Джилеттом своей девушки Грейс Браун и схожем случае с Карлайлом Харрисом и Кларенсом Ричесоном. После выхода роман имел большой успех у читателей. Издатель романа Хорэс Ливрайт выступил продюсером театральной версии романа в 1926 году.

## Сюжет
Действие начинается в городе Канзас-Сити. Клайд Гриффитс — сын уличных проповедников, которые строго воспитывают детей в религиозной вере. Родители переезжали с места на место, и Клайд толком не учился. Однако с юных лет Клайд мечтает вырваться из мира, где царят лишь бедность и горечь унылого существования. Клайд устраивается коридорным в роскошный отель, где новые друзья приобщают его к алкоголю и посещению проституток. Клайд наблюдает жизнь богатых постояльцев, и его стремление к красивой и богатой жизни растёт.
Клайд увлекается молодой продавщицей Гортензией Бригс, однако расчётливая Гортензия водит его за нос и использует эти отношения в своих корыстных целях. Неожиданный поворот в жизни Клайда заставляет забыть его о спокойном существовании. Во время поездки с друзьями водитель автомобиля, в котором был Клайд, насмерть сбивает ребёнка. Клайд вынужден бежать из Канзас-Сити и скрываться от полиции.
В Чикаго он случайно встречается с дядей, Сэмюэлом Гриффитсом — богатым владельцем фабрики воротничков, который давно не поддерживает связь с семьёй Клайда. Дядя предлагает племяннику работу на фабрике. Клайд переезжает в город Ликург в штате Нью-Йорк, где живёт его дядя. Клайд начинает работать на фабрике с самых низов, простым рабочим, однако вскоре его как родственника переводят начальником в штамповочную мастерскую, где Клайд знакомится с Робертой Олден — работницей предприятия. Между ними завязываются любовные отношения. Несмотря на то, что Роберта, воспитанная в строгих правилах, отказывается вступить в связь с Клайдом, он упорствует, и девушка, боясь лишиться внимания и расположения молодого человека, уступает и становится его любовницей.
Случай сводит Клайда с 17-летней Сондрой Финчли — дочерью другого местного фабриканта, занимающего видное положение в обществе. Сондра вводит его в круг местной «золотой молодёжи». Её увлечение перерастает во влюблённость, и Сондра подумывает о свадьбе, невзирая на разницу в социальном статусе.
Неожиданно Роберта Олден сообщает о своей беременности, Клайд пытается уговорить её сделать подпольный аборт. Однако врачи, к которым она обращается, отказывают. Роберта добивается у нерешительного Клайда обещания жениться на ней, угрожая в противном случае предать дело огласке. Между тем Клайд хорошо принят в высшем обществе Ликурга, и Сондра укрепляется в решении связать себя узами брака с молодым человеком.
Из газеты Клайд узнаёт о том, что на одном из озёр в штате Массачусетс произошла трагедия: лодка, на которой катались мужчина и молодая девушка, опрокинулась; тело девушки найдено, а тело её спутника найти не удалось. Клайду приходит мысль, что подобным образом он сможет избавиться от Роберты. Молодой человек старается отогнать преследующую его мысль совершить преступление, однако в конце концов понимает, что убийство беременной женщины — единственный способ преодолеть препятствие, которое стоит на его пути к богатству, роскоши и удачному браку с Сондрой. Клайд тщательно продумывает весь план совершения преступления, после чего приглашает Роберту покататься на лодке. Они отправляются вдвоём на безлюдное озеро, где Клайд берёт лодку напрокат. Однако в тот момент, когда Клайд должен осуществить свой замысел, он впадает в оцепенение, не в силах убить девушку. Роберта хочет сесть рядом с Клайдом, но когда встаёт в лодке, то та накреняется и теряет равновесие. Клайд ударяет Роберту фотоаппаратом, который держит в руках, но сам не может понять: намеренно он это сделал или нет. Когда и Клайд, и Роберта оказываются в воде, молодой человек не спешит на помощь девушке, и та тонет (характеризуя тонкость описания события, известный юрист Кларенс Дэрроу говорил, что невозможно определить вину Клайда. В американских юридических школах изучали убийство Роберты как трудный случай). Клайд покидает место преступления, маскируя смерть под несчастный случай, однако встречает в лесу людей, которым он кажется подозрительным, и которые хорошо запоминают детали его одежды.
После убийства Роберты Клайд отправляется на озеро, где отдыхает Сондра в компании молодых людей из высшего общества. В это время полиция обнаруживает переписку Роберты и Клайда и выходит на его след. Убийцу арестовывают на глазах у его новых друзей. Сэмюэл Гриффитс решает помочь племяннику и нанимает ему опытных адвокатов, однако оправдать Клайда не удаётся. Ключевыми на процессе становятся косвенные улики: обвинение доказывает, что Клайд заранее готовился совершить преступление, взяв с собой в лодку чемодан с запасными костюмом и шляпой. Эти факты убеждают присяжных в виновности Клайда, и суд приговаривает его к смертной казни, апелляция результатов не приносит. Во время следствия и судебного процесса Клайд получает прощальное письмо от Сондры Финчли без подписи и понимает, что остался одинок, и никто не поверит в его невиновность. Однако Клайд до самого конца не может разобраться в степени своей вины.
Его казнят на электрическом стуле.

## Переводы
В 1928 году З. А. Вершинина выполнила черновой перевод на русский язык, в 1947—1978 годах почти полностью переписанный Норой Галь.

## Экранизации и адаптации
Кинокомпания «Paramount Pictures» приобрела за 100 тысяч долларов у Драйзера права на экранизацию[когда?] и заказала сценарий Сергею Эйзенштейну. Однако впоследствии студия отказалась от сценария Эйзенштейна из-за развёрнутой в Голливуде антисоветской кампании против режиссёра. Кроме того, глава студии Джесси Ласки посчитал его сценарий настолько депрессивным, что расторг договор и оплатил возвращение Эйзенштейна в Москву. Глава организации «Hollywood Technical Director’s Institute» Фрэнк Пис (Frank Pease) расценил подписание контракта как возможность ведения коммунистической пропаганды в США. Новый сценарий написал американский автор С. Хоффенштайн, фильм поставил режиссёр Йозеф фон Штернберг. После выхода картины в 1931 году Драйзер, которому нравился первоначальный сценарий Эйзенштейна, безуспешно подавал судебный иск против «Paramount». По его мнению, киностудия исказила смысл романа.
В 1927 году вышел фильм Ф. В. Мурнау «Восход солнца», сюжет которого напоминает сюжет «Американской трагедии», хотя сам режиссёр отрицал это.
В 1951 году режиссёр Джордж Стивенс снял фильм «Место под солнцем»; роль Клайда Гриффитса играл Монтгомери Клифт, Сондры Финчли — Элизабет Тейлор; фильм получил 6 премий «Оскар» (включая приз за лучшую режиссуру), премию «Золотой глобус», несколько других национальных кинонаград. 
В 1981 году Литовская киностудия СССР поставила 4-серийный фильм по роману (в ролях Регимантас Адомайтис, Гедиминас Сторпирштис, Анна Алексахина и др.). 
2 декабря 2005 года в Метрополитен-опера состоялась премьера оперы, основанной на книге. Композитором выступил Тобиас Пикер, автором либретто был Джин Шир.
В 2008 году режиссёр Леонид Мазор снял сериал «Жизнь, которой не было», где действие романа было перенесено в Россию конца «нулевых».